# Liste der Baudenkmale in Prerow
In der Liste der Baudenkmale in Prerow sind alle Baudenkmale der Gemeinde Prerow im Landkreis Vorpommern-Rügen und ihrer Ortsteile aufgelistet. Grundlage ist die Veröffentlichung der Denkmalliste des Landkreises Vorpommern-Rügen, Auszug aus der Kreisdenkmalliste vom August 2015.
| ID     | Lage                      | Bezeichnung                                                        | Beschreibung | Bild                                   |
| ------ | ------------------------- | ------------------------------------------------------------------ | --- | -------------------------------------- |
| 10703  | Bebelstraße 10 (Karte)    | Wohnhaus mit Wirtschaftsgebäude                                    | Haus Birkeneck | Wohnhaus mit Wirtschaftsgebäude        |
| 10704  | Bebelstraße 14 (Karte)    | Wohnhaus                                                           | | Wohnhaus                               |
| 10701  | Bebelstraße 7 (Karte)     | Wohnhaus                                                           | | Wohnhaus                               |
| 10705  | Bergstraße 23 (Karte)     | Wohnhaus                                                           | | Wohnhaus                               |
| 10706  | Bergstraße 24 (Karte)     | Wohnhaus                                                           | | Wohnhaus                               |
| 10707  | Bergstraße 25 (Karte)     | Wohnhaus                                                           | Villa Marita | Wohnhaus                               |
| 10708  | Bergstraße 27 (Karte)     | Forsthaus                                                          | | Weitere Bilder                         |
| 10709  | Bernsteinweg 2 (Karte)    | Wohnhaus                                                           | | Weitere Bilder                         |
| 10710  | Bernsteinweg 4            | Pension Waldschlösschen mit Fachwerknebengebäude                   | |                                        |
| 10711A | Buchenstraße 12 (Karte)   | Wohnhaus                                                           | gebaut 1890, Veranda 20. Jh. | Weitere Bilder                         |
| 10711B | Buchenstraße 14 (Karte)   | Wohnhaus                                                           | gebaut 1890 | Weitere Bilder                         |
| 10712  | Buchenstraße 18 (Karte)   | Wohnhaus Buchenhof                                                 | | Wohnhaus Buchenhof                     |
| 10713A | Buchenstraße 20 (Karte)   | Wohnhaus/Haustür                                                   | | Wohnhaus/Haustür                       |
| 10713B | Buchenstraße 22 (Karte)   | Wohnhaus                                                           | | Wohnhaus                               |
| 10714  | Buchenstraße 26 (Karte)   | Wohnhaus Schifferhaus                                              | gebaut 1834 | Weitere Bilder                         |
| 10715  | Buchenstraße 30 (Karte)   | Haustür                                                            | | Haustür                                |
| 10716  | Buchenstraße 32           | Wohnhaus                                                           | |                                        |
| 10750  | Gemeindeplatz 1 (Karte)   | Kriegerdenkmal 1914/18                                             | | Weitere Bilder                         |
| 10785  | Gemeindeplatz 1 (Karte)   | Gemeindeverwaltung                                                 | | Weitere Bilder                         |
| 10720  | Grüne Straße 11           | Haustür                                                            | |                                        |
| 10721  | Grüne Straße 13           | Wohnhaus                                                           | | Wohnhaus                               |
| 10722A | Grüne Straße 16 (Karte)   | Wohnhaus                                                           | gebaut 1790 | Weitere Bilder                         |
| 10722B | Grüne Straße 18           | Wohnhaus                                                           | |                                        |
| 10724  | Grüne Straße 25           | Wohnhaus                                                           | |                                        |
| 10726  | Grüne Straße 37           | Pension Wiesenau                                                   | |                                        |
| 10727  | Grüne Straße 38           | Wohnhaus                                                           | |                                        |
| 10728  | Grüne Straße 47 (Karte)   | Haustür                                                            | | Haustür                                |
| 10718  | Grüne Straße 7 (Karte)    | Wohnhaus Trautes Heim                                              | | Wohnhaus Trautes Heim                  |
| 10719  | Grüne Straße 8 (Karte)    | Wohnhaus Eschenhaus                                                | gebaut 1779 | Weitere Bilder                         |
| 10734  | Hafenstraße 19            | Wohnhaus                                                           | |                                        |
| 10735  | Hafenstraße 33            | Wohnhaus                                                           | | Wohnhaus                               |
| 10729  | Hafenstraße 4 (Karte)     | Haustür                                                            | | Haustür                                |
| 10732  | Hafenstraße 9 (Karte)     | Haustür                                                            | | Haustür                                |
| 10737  | Hagenstraße 2             | Wohnhaus                                                           | | Wohnhaus                               |
| 10717B | Hauptübergang 28          | Cafe Seeblick (Warmbad)                                            | | Weitere Bilder                         |
| 10717A | Hauptübergang 28a (Karte) | Cafe Seeblick                                                      | | Weitere Bilder                         |
| 10738  | Heinestraße 2 (Karte)     | Wohnhaus Vogels Warte                                              | Auffälliges Haus mit Turm samt Zinnenkranz, das der Berliner Gerichtsadministrator Vogel 1910 als Sommerresidenz und Pension errichten ließ und nach seinem Familiennamen benannte. | Weitere Bilder                         |
| 10739  | Hirtenstraße 5 (Karte)    | Wohnhaus                                                           | „Die grüne Kate“ |                                        |
| 10741A | Hülsenstraße 20 (Karte)   | Wohnhaus                                                           | | Weitere Bilder                         |
| 10741B | Hülsenstraße 22 (Karte)   | Wohnhaus                                                           | | Wohnhaus                               |
| 10742A | Hülsenstraße 26 (Karte)   | Wohnhaus                                                           | | Wohnhaus                               |
| 10742B | Hülsenstraße 28 (Karte)   | Wohnhaus                                                           | | Wohnhaus                               |
| 10740  | Hülsenstraße 4            | Haustür                                                            | |                                        |
| 10743  | Hülsenstraße 41 (Karte)   | Haustür                                                            | | Haustür                                |
| 10745  | Im Schüning 10            | Haustür                                                            | |                                        |
| 10744  | Im Schüning 4 (Karte)     | Pension Nordstrand                                                 | | Weitere Bilder                         |
| 10746  | Kirchenort 1 (Karte)      | Kirche mit Friedhof, Feldsteinmauer, Kastanienallee, 32 Grabstelen | Bauwerk vom 18. Jahrhundert; urspr. Fachwerkbau von 1728; danach Umbau zur Hallenkirche aus Backstein mit Krüppelwalmdach; hölzerner Turm mit Pyramidendach von 1727; spätbarocke Taufkapelle von 1740; barocker Kanzelaltar von 1728; Orgel von 1848, Modellschiffe aus dem 18. und 19. Jh. | Weitere Bilder                         |
| 10747  | Kirchenort 2              | Pfarrhaus                                                          | |                                        |
| 10748  | Kirchenort 4a             | Pfarrwitwenhaus                                                    | |                                        |
| 10700  | Kirchenort 6 (Karte)      | Bahnhof mit Empfangs- und Nebengebäude                             | | Bahnhof mit Empfangs- und Nebengebäude |
| 10749A | Krabbenort 10 (Karte)     | Wohnhaus                                                           | | Wohnhaus                               |
| 10749B | Krabbenort 12             | Wohnhaus                                                           | |                                        |
| 10780  | Küsters Allee 3a (Karte)  | Seenotstation                                                      | | Weitere Bilder                         |
| 10757  | Lange Straße 18 (Karte)   | Wohnhaus                                                           | | Wohnhaus                               |
| 10758  | Lange Straße 23 (Karte)   | Veranda                                                            | | Veranda                                |
| 10759  | Lange Straße 28 (Karte)   | Wohnhaus/Haustür                                                   | | Wohnhaus/Haustür                       |
| 10760  | Lange Straße 30 (Karte)   | Haustür                                                            | | Haustür                                |
| 10761  | Lange Straße 37 (Karte)   | Wohnhaus                                                           | gebaut 1. Hälfte 19. Jh. | Wohnhaus                               |
| 10762  | Lange Straße 39 (Karte)   | Wohnhaus                                                           | | Weitere Bilder                         |
| 10763  | Lange Straße 40 (Karte)   | Wohnhaus                                                           | | Wohnhaus                               |
| 10764  | Lange Straße 49 (Karte)   | Wohnhaus                                                           | |                                        |
| 10765  | Lange Straße 50 (Karte)   | Wohnhaus                                                           | | Wohnhaus                               |
| 10766  | Lange Straße 51 (Karte)   | Wohnhaus                                                           | | Wohnhaus                               |
| 10767  | Lange Straße 66 (Karte)   | Wohnhaus                                                           | | Wohnhaus                               |
| 10752  | Lange Straße 7 (Karte)    | Pension Alte Apotheke                                              | gebaut 1848 | Weitere Bilder                         |
| 10768  | Lange Straße 74 (Karte)   | Wohnhaus                                                           | | Wohnhaus                               |
| 10769  | Lange Straße 78 (Karte)   | Wohnhaus                                                           | gebaut 1850 | Wohnhaus                               |
| 10753  | Lange Straße 8 (Karte)    | Wohnhaus                                                           | | Wohnhaus                               |
| 10770  | Lange Straße 88           | Wohnhaus                                                           | |                                        |
| 10771  | Lange Straße 92 (Karte)   | Wohnhaus                                                           | | Weitere Bilder                         |
| 10772  | Langseer Weg 1            | Sommerhaus                                                         | |                                        |
| 10773  | Lentzallee 5 (Karte)      | Wohnhaus                                                           | | Wohnhaus                               |
| 10775  | Marienstraße 3            | Wohnhaus                                                           | |                                        |
| 10788  | Marienstraße 5a           | Wohnhaus                                                           | |                                        |
| 10776  | Mühlenstraße 10           | Wohnhaus                                                           | |                                        |
| 10777  | Schäfer-Ast-Weg 8 (Karte) | Wohnhaus Schäfer-Ast-Haus                                          | | Weitere Bilder                         |
| 10779B | Schmiedeberg 30           | Forsthof (Nebengebäude)                                            | |                                        |
| 10778  | Schmiedeberge 18          | Wohnhaus Tischlerei                                                | |                                        |
| 10779A | Schmiedeberge 30          | Forsthof (Forsthaus)                                               | |                                        |
| 10781  | Strandstraße 15           | Haus Seestern                                                      | | Haus Seestern                          |
| 11363  | Strandstraße 9            | Pensionshaus                                                       | | Pensionshaus                           |
| 10782  | Villenstraße 2 (Karte)    | Villa Quadfasel                                                    | gebaut 1890, heute Villa Ruhleben genannt | Villa Quadfasel                        |
| 10783  | Villenstraße 4            | ehem. Jagdschloss                                                  | |                                        |
| 10784  | Villenstraße 6 (Karte)    | Pension                                                            | gebaut 1885 |                                        |
| 10789  | Waldstraße 41 (Karte)     | Wohnhaus                                                           | gebaut 2. Hälfte 19. Jh. | Weitere Bilder                         |
| 10790  | Waldstraße 42 (Karte)     | Haus                                                               | früher „Haus des Gastes“, jetzt Kulturkaten „Kiek In“ | Weitere Bilder                         |
| 10791  | Waldstraße 45 (Karte)     | Wohnhaus                                                           | gebaut 1890 | Wohnhaus                               |
| 10792  | Waldstraße 47 (Karte)     | Wohnhaus                                                           | gebaut 1860 | Wohnhaus                               |
| 10793  | Waldstraße 48 (Karte)     | Museum                                                             | | Weitere Bilder                         |
| 10794  | Waldstraße 50 (Karte)     | Restaurant Teeschale                                               | „Tee-Schale“ | Restaurant Teeschale                   |
| 10795  | Waldstraße 52             | Wohnhaus                                                           | |                                        |
| 10796  | Waldstraße 58             | Wohnhaus                                                           | |                                        |
| 10797  | Waldstraße 66             | Ferienhaus                                                         | |                                        |

## Quelle
- Denkmalliste des Landkreises Vorpommern-Rügen